# К барьеру! (телепередача)
«К барьеру!» — общественно-политическое ток-шоу, выходившее на НТВ с 4 сентября 2003 по 23 апреля 2009 года по четвергам вечером в 22:40, впоследствии в 23:00. Ведущий — Владимир Соловьёв. Продолжительность одного выпуска — 70 минут. С 1 мая 2009 года закрыта и снята с эфира по «корпоративным причинам».
Название «К барьеру!» придумал тогдашний главный продюсер НТВ Кирилл Набутов, при непосредственном участии которого передача была запущена в эфир.
В 2010—2017 годах программа выходила на телеканале «Россия-1», но под новым названием «Поединок», с изменёнными студией, оформлением и правилами.

## Формат передачи
По утверждению ведущего Владимира Соловьёва, «К барьеру!» — это конфликтная программа. В передаче «К барьеру!» встречаются два известных человека, придерживающихся противоположных взглядов на какую-либо актуальную проблему. Один из них вызывает другого на словесный поединок. В ходе спора телезрители могут голосовать за участников.
Программа состояла из трех схваток. В первой схватке дуэлянты спорили друг с другом, во второй в дело вступали секунданты противников, в третьей вопросы участникам задавал сам Соловьев. За ходом обсуждения следили четыре третейских судьи, это всегда были известные люди из мира искусства, политики, телевидения или шоу-бизнеса. В конце передачи объявляется решение судейских коллегий. Но победителем признаётся тот, кто получил большее количество голосов телезрителей. Программа «К барьеру!» выходила в прямом эфире на Дальнем Востоке, остальные зрители видели её в записи. В прямом эфире на московский часовой пояс проходило только зрительское голосование. Для каждого часового пояса всегда проводилось своё голосование.
Сам Соловьёв так комментировал этот факт: «Дело тут не в цензуре. Сегодня, поверьте мне, никто ничего не боится. Просто технический процесс взял верх. Если я буду делать свою программу „К барьеру!“ в прямом эфире на Москву, то вся страна увидит её только через неделю. Прямой эфир — это не панацея. Ну был он в советском эфире, а свободы слова-то не было».
Первые выпуски программы выходили в эфир в 22:55 с крайне низкими для НТВ показателями в районе 1 %. По мнению ключевых дирекций НТВ, передача имела положительную динамику, с положительных точек зрения был отмечен её ведущий. Проект, по комментарию руководства, находился в прямой зависимости от политической обстановки в стране и его участников. При запуске программы руководством предполагалось, что это будет социальное ток-шоу, но такие задачи она не выполняла. Для улучшения рейтингового положения канал планировал перенести передачу на 21:50 (что было сделано только в мае 2007 года, но на недолгий период) и расширить тематику программы за счет тем, не связанных с политикой и политическими ньюсмейкерами (что было сделано впоследствии). К 2007 году ряд тем программы уже был далёк от актуальных проблем российской действительности. Кроме того, в последние годы существования программы круг её участников был значительно узок по сравнению с ранними выпусками, на неё приходили в основном одни и те же люди.
Некоторыми источниками отмечалось, что в ряде выпусков ведущий часто принимал сторону одного из гостей, тем самым, проявляя непрофессионализм со своей стороны.
До 3 марта 2005 года программа завершалась демонстрацией титров с указанием всей съёмочной группы.
- Как правило, спецвыпуски программы проходили не в формате поединка двух лиц, а в форме широкой дискуссии[19][20][21].
- Первый выпуск в телесезоне 2004/2005 годов изначально планировался на 2 сентября 2004 года. 1 сентября 2004 года, в день захвата террористами школы № 1 в североосетинском Беслане, в конце информационного выпуска «Сегодня» НТВ появилась информация об изменениях в программе передач — «в 22:35 в прямом эфире выйдет выпуск общественно-политической программы „К барьеру!“ Владимира Соловьёва». В передаче планировалось обсудить последние террористические акты, произошедшие на территории России. Через некоторое время, руководство НТВ решило не выдавать выпуск ток-шоу в эфир: передача была убрана из сетки вещания телеканала на 2 сентября и перенесена на 9 сентября 2004 года[19][22]. Информация о данном выпуске также была опровергнута в ходе разговора с генеральным директором телеканала Владимиром Кулистиковым[23].
- По версии Владимира Соловьёва, программа «К барьеру!» на НТВ была закрыта при непосредственном участии Владимира Кулистикова. Точной причины Соловьёв до сих пор не знает, но предполагает, что это могло быть связано с недовольством его высказываниями на радио[24].

## Список выпусков и по сезонам
| №  | Противники                                       | Дата эфира           |
| -- | ------------------------------------------------ | -------------------- |
| 1  | Александр Починок против Сергея Глазьева         | 4 сентября 2003      |
| 2  | Протоиерей Михаил против Дениса Гоголева         | 11 сентября 2003     |
| 3  | Анастасия Волочкова против Александра Гафина     | 18 сентября 2003     |
| 4  | Ирина Хакамада против Владимира Жириновского     | 25 сентября 2003     |
| 5  | Яков Бранд против Александра Чуева               | 2 октября 2003       |
| 6  | Даниил Корецкий против Геннадия Гудкова          | 9 октября 2003       |
| 7  | Борис Фёдоров против Сергея Иваненко             | 16 октября 2003      |
| 8  | Борис Немцов против Владимира Васильева          | 23 октября 2003      |
| 9  | Владимир Жириновский против Александра Лебедева  | 30 октября 2003      |
| 10 | Александр Проханов против Дмитрия Рогозина       | 6 ноября 2003        |
| 11 | Александр Градский против Иосифа Кобзона         | 13 ноября 2003       |
| 12 | Валерий Гальченко против Ивана Мельникова        | 20 ноября 2003       |
| 13 | Аркадий Баскаев против Альфреда Коха             | 27 ноября 2003       |
| 14 | Анатолий Чубайс против Дмитрия Рогозина          | 4 декабря 2003       |
| 15 | Владимир Жириновский против Валерии Новодворской | 11 декабря 2003      |
| 16 | Борис Фёдоров против Георгия Шпака               | 18 декабря 2003      |
| 17 | Виктор Похмелкин против Игоря Жука               | 25 декабря 2003      |
| 18 | Владимир Брынцалов против Ивана Рыбкина          | 15 января 2004 года  |
| 19 | Владимир Жириновский против Виктора Анпилова     | 22 января 2004 года  |
| 20 | Лолита Милявская против Александра Новикова      | 29 января 2004 года  |
| 21 | Людмила Стебенкова против Виталия Манского       | 5 февраля 2004 года  |
| 22 | Геннадий Гудков против Алексея Митрофанова       | 12 февраля 2004 года |
| 23 | Елена Драпеко против Владимира Платонова         | 19 февраля 2004 года |
| 24 | Людмила Нарусова против Владимира Рыжкова        | 26 февраля 2004 года |
| 25 | Владимир Жириновский против Андрея Исаева        | 4 марта 2004 года    |
| 26 | Элла Памфилова против Дмитрия Рогозина           | 11 марта 2004 года   |
| 27 | Александр Чуев против Марии Арбатовой            | 18 марта 2004 года   |
| 28 | Валентин Лебедев против Максима Осипова          | 25 марта 2004 года   |
| 29 | Владимир Жириновский против Геннадия Хазанова    | 1 апреля 2004 года   |
| 30 | Лев Левинсон против Александра Михайлова         | 8 апреля 2004 года   |
| 31 | Константин Боровой против Алексея Митрофанова    | 15 апреля 2004 года  |
| 32 | Эдуард Лимонов против Василия Шандыбина          | 22 апреля 2004 года  |
| 33 | Яков Бранд против Александра Саверского          | 29 апреля 2004 года  |
| 34 | Владимир Жириновский против Геннадия Хазанова    | 7 мая 2004 года      |
| 35 | Марк Дейч против Александра Ципко                | 13 мая 2004 года     |
| 36 | Геннадий Райков против Эдварда Мурзина           | 20 мая 2004 года     |
| 37 | Ирина Хакамада против Александра Хинштейна       | 27 мая 2004 года     |
| 38 | Владимир Рыжков против Александра Вешнякова      | 3 июня 2004 года     |
| 39 | Тамара Плетнёва против Алексея Митрофанова       | 10 июня 2004 года    |
| 40 | Леонид Маевский против Кирилла Кабанова          | 17 июня 2004 года    |
| 41 | Дмитрий Рогозин против Георгия Бооса             | 24 июня 2004 года    |
| 42 | Светлана Савицкая против Натальи Бурыкиной       | 1 июля 2004 года     |
| 43 | Николай Петров против Бари Алибасова             | 8 июля 2004 года     |

| №       | Противники                                       | Дата эфира            |
| ------- | ------------------------------------------------ | --------------------- |
| 44 (1)  | Спецвыпуск                                       | 9 сентября 2004 года  |
| 45 (2)  | Борис Немцов против Александра Ткачёва           | 16 сентября 2004 года |
| 46 (3)  | Александр Руцкой против Франца Клинцевича        | 23 сентября 2004 года |
| 47 (4)  | Владимир Жириновский против Владимира Рыжкова    | 30 сентября 2004 года |
| 48 (5)  | Валерия Новодворская против Александра Хинштейна | 7 октября 2004 года   |
| 49 (6)  | Александр Чуев против Валерия Комиссарова        | 14 октября 2004 года  |
| 50 (7)  | Виктор Анпилов против Ирины Хакамады             | 21 октября 2004 года  |
| 51 (8)  | Михаил Фридман против Андрея Васильева           | 28 октября 2004 года  |
| 52 (9)  | Валентина Мельникова против Виктора Алксниса     | 4 ноября 2004 года    |
| 53 (10) | Ирина Кибина против Владимира Мединского         | 11 ноября 2004 года   |
| 54 (11) | Наталья Шагинян против Екатерины Лаховой         | 18 ноября 2004 года   |
| 55 (12) | Дмитрий Рогозин против Владимира Жириновского    | 25 ноября 2004 года   |
| 56 (13) | Алексей Митрофанов против Светланы Горячёвой     | 2 декабря 2004 года   |
| 57 (14) | Михаил Леонтьев против Бориса Немцова            | 9 декабря 2004 года   |
| 58 (15) | Ирина Хакамада против Дмитрия Рогозина           | 16 декабря 2004 года  |
| 59 (16) | Эдуард Лимонов против Геннадия Гудкова           | 23 декабря 2004 года  |
| 60 (17) | Андрей Дементьев против Владимира Жириновского   | 20 января 2005 года   |
| 61 (18) | Владимир Платонов против Валерия Гартунга        | 27 января 2005 года   |
| 62 (19) | Алексей Леонов против Альберта Макашова          | 3 февраля 2005 года   |
| 63 (20) | Александр Новиков против Эдварда Мурзина         | 10 февраля 2005 года  |
| 64 (21) | Михаил Барщевский против Александра Хинштейна    | 17 февраля 2005 года  |
| 65 (22) | Виктор Похмелкин против Константина Затулина     | 24 февраля 2005 года  |
| 66 (23) | Александр Никонов против Марии Арбатовой         | 3 марта 2005 года     |
| 67 (24) | Юрий Лоза против Олега Митволя                   | 10 марта 2005 года    |
| 68 (25) | Ирина Хакамада против Василия Якеменко           | 17 марта 2005 года    |
| 69 (26) | Глеб Павловский против Станислава Белковского    | 24 марта 2005 года    |
| 70 (27) | Светлана Горячёва против Алексея Митрофанова     | 31 марта 2005 года    |
| 71 (28) | Татьяна Яковлева против Михаила Боярского        | 7 апреля 2005 года    |
| 72 (29) | Марк Розовский против Алексея Митрофанова        | 14 апреля 2005 года   |
| 73 (30) | Андрей Исаев против Александра Лебедева          | 21 апреля 2005 года   |
| 74 (31) | Михаил Маркелов против Валерии Новодворской      | 28 апреля 2005 года   |
| 75 (32) | Дмитрий Быков против Людмилы Стебенковой         | 12 мая 2005 года      |
| 76 (33) | Михаил Барщевский против Елены Мизулиной         | 19 мая 2005 года      |
| 77 (34) | Андрей Исаев против Дмитрия Васильева            | 26 мая 2005 года      |
| 78 (35) | Михаил Леонтьев против Бориса Немцова            | 2 июня 2005 года      |
| 79 (36) | Евгений Балашов против Ксении Собчак             | 9 июня 2005 года      |
| 80 (37) | Борис Белоцерковский против Владимира Платонова  | 16 июня 2005 года     |
| 81 (38) | Алексей Митрофанов против Александра Хинштейна   | 23 июня 2005 года     |

| №        | Противники                                       | Дата эфира            |
| -------- | ------------------------------------------------ | --------------------- |
| 82 (1)   | Андрей Исаев против Бориса Немцова               | 15 сентября 2005 года |
| 83 (2)   | Александр Лебедев против Алексея Митрофанова     | 22 сентября 2005 года |
| 84 (3)   | Алла Гербер против Дмитрия Рогозина              | 29 сентября 2005 года |
| 85 (4)   | Александр Проханов против Владимира Мединского   | 6 октября 2005 года   |
| 86 (5)   | Виктор Анпилов против Владимира Жириновского     | 13 октября 2005 года  |
| 87 (6)   | Сергей Бабурин против Михаила Маргелова          | 20 октября 2005 года  |
| 88 (7)   | Андрей Дементьев против Владимира Евстафьева     | 27 октября 2005 года  |
| 89 (8)   | Гейдар Джемаль против Владимира Жириновского     | 10 ноября 2005 года   |
| 90 (9)   | Борис Надеждин против Георгия Бооса              | 17 ноября 2005 года   |
| 91 (10)  | Ирина Хакамада против Андрея Макарова            | 24 ноября 2005 года   |
| 92 (11)  | Александр Чуев против Алексея Митрофанова        | 1 декабря 2005 года   |
| 93 (12)  | Марина Игнатова против Александра Хинштейна      | 8 декабря 2005 года   |
| 94 (13)  | Константин Затулин против Александра Лебедева    | 15 декабря 2005 года  |
| 95 (14)  | Валерия Новодворская против Михаила Веллера      | 22 декабря 2005 года  |
| 96 (15)  | Никита Белых против Михаила Гришанкова           | 26 января 2006 года   |
| 97 (16)  | Александр Проханов против Владимира Жириновского | 2 февраля 2006 года   |
| 98 (17)  | Дмитрий Быков против Александра Чуева            | 9 февраля 2006 года   |
| 99 (18)  | Сергей Иваненко против Алексея Митрофанова       | 16 февраля 2006 года  |
| 100 (19) | Константин Боровой против Владимира Васильева    | 2 марта 2006 года     |
| 101 (20) | Виктор Похмелкин против Владимира Плигина        | 16 марта 2006 года    |
| 102 (21) | Спецвыпуск                                       | 23 марта 2006 года    |
| 103 (22) | Никита Белых против Александра Хинштейна         | 30 марта 2006 года    |
| 104 (23) | Владимир Жириновский против Бориса Немцова       | 6 апреля 2006 года    |
| 105 (24) | Анатолий Берестов против Раисы Кашубиной         | 13 апреля 2006 года   |
| 106 (25) | Виктор Алкснис против Павла Воронина             | 20 апреля 2006 года   |
| 107 (26) | Людмила Стебенкова против Михаила Наркевича      | 27 апреля 2006 года   |
| 108 (27) | Николай Алексеев против Светланы Горячёвой       | 18 мая 2006 года      |
| 109 (28) | Александр Проханов против Ирины Хакамады         | 25 мая 2006 года      |
| 110 (29) | Алексей Митрофанов против Бориса Немцова         | 1 июня 2006 года      |
| 111 (30) | Наталья Витренко против Валерии Новодворской     | 8 июня 2006 года      |
| 112 (31) | Марк Урнов против Владимира Жириновского         | 15 июня 2006 года     |
| 113 (32) | Николай Сванидзе против Владимира Платонова      | 22 июня 2006 года     |
| 114 (33) | Михаил Веллер против Михаила Барщевского         | 29 июня 2006 года     |

| №        | Противники                                       | Дата эфира            |
| -------- | ------------------------------------------------ | --------------------- |
| 115 (1)  | Ирина Хакамада против Геннадия Гудкова           | 14 сентября 2006 года |
| 116 (2)  | Владимир Жириновский против Александра Хинштейна | 21 сентября 2006 года |
| 117 (3)  | Константин Боровой против Константина Затулина   | 28 сентября 2006 года |
| 118 (4)  | Ксения Собчак против Дарьи Донцовой              | 5 октября 2006 года   |
| 119 (5)  | Владимир Мединский против Никиты Белых           | 12 октября 2006 года  |
| 120 (6)  | Павел Астахов против Марии Арбатовой             | 19 октября 2006 года  |
| 121 (7)  | Михаил Барщевский против Александра Проханова    | 26 октября 2006 года  |
| 122 (8)  | Ирина Хакамада против Сергея Лисовского          | 2 ноября 2006 года    |
| 123 (9)  | Сергей Иваненко против Алексея Митрофанова       | 9 ноября 2006 года    |
| 124 (10) | Елена Драпеко против Геннадия Райкова            | 16 ноября 2006 года   |
| 125 (11) | Владимир Жириновский против Андрея Нечаева       | 23 ноября 2006 года   |
| 126 (12) | Алексей Митрофанов против Валерии Новодворской   | 30 ноября 2006 года   |
| 127 (13) | Сергей Бабурин против Бориса Немцова             | 7 декабря 2006 года   |
| 128 (14) | Михаил Веллер против Виктора Анпилова            | 14 декабря 2006 года  |
| 129 (15) | Виктор Ерофеев против Никиты Михалкова           | 21 декабря 2006 года  |
| 130 (16) | Борис Немцов против Николая Харитонова           | 25 января 2007 года   |
| 131 (17) | Сергей Иваненко против Анатолия Кучерены         | 1 февраля 2007 года   |
| 132 (18) | Александр Проханов против Владимира Жириновского | 8 февраля 2007 года   |
| 133 (19) | Дмитрий Быков против Михаила Леонтьева           | 15 февраля 2007 года  |
| 134 (20) | Борис Надеждин против Михаила Барщевского        | 22 февраля 2007 года  |
| 135 (21) | Александр Донской против Александра Хинштейна    | 1 марта 2007 года     |
| 136 (22) | Константин Боровой против Сергея Маркова         | 15 марта 2007 года    |
| 137 (23) | Александр Проханов против Бориса Немцова         | 22 марта 2007 года    |
| 138 (24) | Алексей Митрофанов против Вячеслава Мальцева     | 29 марта 2007 года    |
| 139 (25) | Борис Немцов против Константина Затулина         | 5 апреля 2007 года    |
| 140 (26) | Виктор Ерофеев против Александра Дугина          | 12 апреля 2007 года   |
| 141 (27) | Николай Храмов против Юрия Полякова              | 19 апреля 2007 года   |
| 142 (28) | Спецвыпуск                                       | 26 апреля 2007 года   |
| 143 (29) | Димитрий Кленский против Валерии Новодворской    | 17 мая 2007 года      |
| 144 (30) | Владимир Жириновский против Николая Злобина      | 24 мая 2007 года      |
| 145 (31) | Александр Хинштейн против Сергея Мавроди         | 31 мая 2007 года      |
| 146 (32) | Виктор Анпилов против Антона Бакова              | 7 июня 2007 года      |
| 147 (33) | Александр Починок против Ивана Харченко          | 14 июня 2007 года     |
| 148 (34) | Александр Чуев против Николая Алексеева          | 21 июня 2007 года     |
| 149 (35) | Михаил Барщевский против Владимира Жириновского  | 28 июня 2007 года     |

| №        | Противники                                    | Дата эфира            |
| -------- | --------------------------------------------- | --------------------- |
| 150 (1)  | Борис Немцов против Александра Проханова      | 20 сентября 2007 года |
| 151 (2)  | Сергей Иваненко против Владимира Жириновского | 27 сентября 2007 года |
| 152 (3)  | Марк Урнов против Дмитрия Быкова              | 4 октября 2007 года   |
| 153 (4)  | Михаил Веллер против Марка Розовского         | 11 октября 2007 года  |
| 154 (5)  | Николай Злобин против Александра Проханова    | 18 октября 2007 года  |
| 155 (6)  | Виктор Ерофеев против Никиты Михалкова        | 25 октября 2007 года  |
| 156 (7)  | Ирина Хакамада против Сергея Бабурина         | 1 ноября 2007 года    |
| 157 (8)  | Игорь Чубайс против Михаила Веллера           | 8 ноября 2007 года    |
| 158 (9)  | Владимир Жириновский против Андрея Богданова  | 15 ноября 2007 года   |
| 159 (10) | Дмитрий Быков против Леонида Ярмольника       | 22 ноября 2007 года   |
| 160 (11) | Марк Урнов против Сергея Кургиняна            | 29 ноября 2007 года   |
| 161 (12) | Михаил Веллер против Андрея Нечаева           | 6 декабря 2007 года   |
| 162 (13) | Константин Боровой против Михаила Барщевского | 13 декабря 2007 года  |
| 163 (14) | Александр Починок против Андрея Самошина      | 20 декабря 2007 года  |
| 164 (15) | Леонид Ярмольник против Тимура Мардера        | 24 января 2008 года   |
| 165 (16) | Дмитрий Быков против Михаила Веллера          | 31 января 2008 года   |
| 166 (17) | Михаил Подорожанский против Дмитрия Назарова  | 7 февраля 2008 года   |
| 167 (18) | Олег Зыков против Сергея Лисовского           | 14 февраля 2008 года  |
| 168 (19) | Николай Злобин против Константина Затулина    | 21 февраля 2008 года  |
| 169 (20) | Александр Дугин против Михаила Барщевского    | 28 февраля 2008 года  |
| 170 (21) | Александр Проханов против Николая Сванидзе    | 6 марта 2008 года     |
| 171 (22) | Марк Урнов против Владимира Жириновского      | 13 марта 2008 года    |
| 172 (23) | Виктор Анпилов против Сергея Ермакова         | 20 марта 2008 года    |
| 173 (24) | Сергей Кургинян против Константина Борового   | 27 марта 2008 года    |
| 174 (25) | Константин Затулин против Анатолия Гриценко   | 3 апреля 2008 года    |
| 175 (26) | Дмитрий Быков против Андрея Кончаловского     | 10 апреля 2008 года   |
| 176 (27) | Михаил Веллер против Александра Проханова     | 17 апреля 2008 года   |
| 177 (28) | Анатолий Кучерена против Александра Хинштейна | 24 апреля 2008 года   |
| 178 (29) | Марк Урнов против Владимира Жириновского      | 15 мая 2008 года      |
| 179 (30) | Александр Дугин против Нафигуллы Аширова      | 22 мая 2008 года      |
| 180 (31) | Сергей Минаев против Иосифа Пригожина         | 29 мая 2008 года      |
| 181 (32) | Михаил Веллер против Петра Мультатули         | 5 июня 2008 года      |
| 182 (33) | Александр Хинштейн против Андрея Макарова     | 19 июня 2008 года     |
| 183 (34) | Бари Алибасов против Андрея Ковалёва          | 26 июня 2008 года     |

| №        | Противники                                     | Дата эфира            |
| -------- | ---------------------------------------------- | --------------------- |
| 184 (1)  | Николай Злобин против Владимира Жириновского   | 18 сентября 2008 года |
| 185 (2)  | Марк Урнов против Сергея Кургиняна             | 25 сентября 2008 года |
| 186 (3)  | Геннадий Хазанов против Ирины Хакамады         | 2 октября 2008 года   |
| 187 (4)  | Михаил Веллер против Михаила Барщевского       | 9 октября 2008 года   |
| 188 (5)  | Александр Проханов против Леонида Гозмана      | 16 октября 2008 года  |
| 189 (6)  | Олег Митволь против Александра Починка         | 23 октября 2008 года  |
| 190 (7)  | Валерия Новодворская против Марии Арбатовой    | 30 октября 2008 года  |
| 191 (8)  | Владимир Жириновский против Сергея Иваненко    | 6 ноября 2008 года    |
| 192 (9)  | Иван Дыховичный против Михаила Веллера         | 13 ноября 2008 года   |
| 193 (10) | Николай Сванидзе против Вадима Карасёва        | 20 ноября 2008 года   |
| 194 (11) | Сергей Минаев против Захара Прилепина          | 27 ноября 2008 года   |
| 195 (12) | Генри Резник против Владимира Колесникова      | 4 декабря 2008 года   |
| 196 (13) | Александр Проханов против Андрея Кончаловского | 11 декабря 2008 года  |
| 197 (14) | Борис Надеждин против Владимира Жириновского   | 18 декабря 2008 года  |
| 198 (15) | Александр Хинштейн против Алексея Волина       | 25 декабря 2008 года  |
| 199 (16) | Михаил Веллер против Александра Чекалина       | 29 января 2009 года   |
| 200 (17) | Олег Митволь против Алексея Митрофанова        | 5 февраля 2009 года   |
| 201 (18) | Сергей Лисовский против Сергея Галицкого       | 12 февраля 2009 года  |
| 202 (19) | Михаил Барщевский против Александра Проханова  | 19 февраля 2009 года  |
| 203 (20) | Валерий Зубов против Игоря Дибцева             | 26 февраля 2009 года  |
| 204 (21) | Андрей Нечаев против Владимира Мединского      | 5 марта 2009 года     |
| 205 (22) | Сергей Митрохин против Владимира Жириновского  | 12 марта 2009 года    |
| 206 (23) | Михаил Веллер против Сергея Полонского         | 19 марта 2009 года    |
| 207 (24) | Дмитрий Рогозин против Константина Грищенко    | 26 марта 2009 года    |
| 208 (25) | Виталий Манский против Николая Бурляева        | 2 апреля 2009 года    |
| 209 (26) | Оксана Дмитриева против Андрея Исаева          | 9 апреля 2009 года    |
| 210 (27) | Константин Затулин против Эроси Кицмаришвили   | 16 апреля 2009 года   |
| 211 (28) | Олег Митволь против Владимира Жириновского     | 23 апреля 2009 года   |

## Участники
Владимир Жириновский посетил программу 17 раз.
Валерия Новодворская посетила программу 8 раз. Её противниками были:
- Владимир Жириновский. Тема: «Террор в России», выпуск № 15 от 11.12.2003.
- Александр Хинштейн. Тема: «Сотрудничество граждан со спецслужбами», выпуск № 48 от 07.10.2004.
- Михаил Маркелов. Тема «Заявление Сейма Литвы "Об оценке последствий окончания в Европе Второй мировой войны"», выпуск № 74 от 28.04.2005.
- Михаил Веллер. Тема: «Хорошая диктатура или плохая демократия?», выпуск № 95 от 22.12.2005.
- Наталья Витренко. Тема: «Протесты против НАТО в Крыму», выпуск № 111 от 08.06.2006.
- Алексей Митрофанов. Тема «Смерть Александра Литвиненко», выпуск № 126 от 30.11.2006.
- Дмитрий Кленский. Тема: «Снос статуи советского солдата в Таллине», выпуск № 143 от 17.05.2007.
- Мария Арбатова. Тема: «Судьба Светланы Бахминой», выпуск № 190 от 30.10.2008.

Она ни разу не выиграла у своих оппонентов.
Михаил Веллер 13 раз участвовал в программе. Его противниками были:
- Валерия Новодворская. Тема: «Хорошая диктатура или плохая демократия?», выпуск № 95 от 22.12.2005.
- Михаил Барщевский. Тема: «Коррупция в России», выпуск № 114 от 29.06.2006.
- Виктор Анпилов. Тема: «Брежнев», выпуск № 128 от 14.12.2006.
- Марк Розовский. Тема: «Смертная казнь в России», выпуск № 153 от 11.10.2007.
- Игорь Чубайс. Тема: «90-летие Октябрьской революции», выпуск № 157 от 08.11.2007.
- Андрей Нечаев. Тема: «Крах либерализма на прошедших выборах в Госдуму РФ», выпуск № 161 от 06.12.2007.
- Дмитрий Быков. Тема: «Самооборона — есть ли допустимые пределы?», выпуск № 165 от 31.01.2008.
- Александр Проханов. Тема: «Путин и „Единая Россия“», выпуск № 176 от 17.04.2008.
- Петр Мультатули. Тема: «Политическая реабилитация Николая II», выпуск № 181 от 05.06.2008.
- Михаил Барщевский. Тема: «Коррупция в России», выпуск № 187 от 09.10.2008.
- Иван Дыховичный. Тема: «Политкорректность», выпуск № 192 от 13.11.2008.
- Александр Чекалин. Тема: «Нужно ли разрешить гражданам вооружаться, если государство не способно их защитить?», выпуск № 199 от 29.01.2009.
- Сергей Полонский. Тема: «„Моральные долги“ бизнесменов перед государством», выпуск № 206 от 19.03.2009.

Он победил почти всех своих оппонентов с большим перевесом. Проиграл он только Александру Проханову, Виктору Анпилову и Александру Чекалину. Интересно, что Михаил Веллер позже 6 раз участвовал в программе «Поединок». Там он вновь встретился с Михаилом Барщевским в теледуэли по теме «Педофилия», а также повторно дважды обсудил тему смертной казни в другом выпуске той же передачи с участием Ирины Хакамады, а потом с Генри Резником, и повторно тему коррупции с новым оппонентом, Владимиром Груздевым. Во всех случаях он одержал сокрушительную победу.

## Резонансные эпизоды
- В выпуске от 21 июня 2007 года депутату Госдумы Александру Чуеву, инициировавшему законопроект о введении уголовной ответственности за «пропаганду гомосексуализма», оппонировал правозащитник Николай Алексеев[27][28]. В ходе программы Александр Чуев обвинил Николая Алексеева в связях с олигархом Борисом Березовским и назвал экстремистом. В финальном раунде Николай Алексеев назвал Александра Чуева «геем, трусом и лицемером». Спустя неделю депутат потребовал возбуждения в отношении Николая Алексеева уголовного дела[29], что было сделано отделом дознания ГУВД Москвы[30]. В результате мирового соглашения сторон дело было закрыто судом. После инициированного Александром Чуевым процесса, Николай Алексеев также потребовал возбуждения уголовного дела в отношении депутата по статьям о клевете и оскорблении Уголовного кодекса РФ, но ему было отказано[31].
- В выпуске от 27 сентября 2007 года участвовали Владимир Жириновский и Сергей Иваненко. Темой была «Выборы в России». Во второй схватке секундант Иваненко, генерал-майор Антон Горецкий сравнил Жириновского с горлопаном и в открытую спросил есть ли у того совесть. На это Жириновский сказал что «такие трусливые генералы проиграли войну в Афганистане», после чего Горецкий встал с места и направился к Жириновскому с целью побить его, но был остановлен Соловьёвым[32]. В конце программы с минимальным преимуществом победил Сергей Иваненко.
- В выпуске от 18 декабря 2008 года участвовали Владимир Жириновский и Борис Надеждин. Темой было «Власти мало?». В ходе первой схватки Жириновский, в ответ на неоднократно высказанное Надеждиным желание «набить морду», позвал свою охрану и потребовал выкинуть Надеждина из зала, однако ведущий Соловьёв позвал охрану НТВ. Разборка затянулась, и Соловьёв объявил срочный перерыв. Судьи назвали поведение Жириновского безобразным. В конце программы с большим перевесом победил Владимир Жириновский[33]. Интересно, что позже Жириновский встретился с Надеждиным вновь в роли дуэлянта через пару лет в одном из выпусков «Поединка».

## Пародии
- Программа была спародирована в первом выпуске шоу «Большая разница», показанном 1 января 2008 года[34].